# Caecilia subdermalis
Espèce
Statut de conservation UICN

 LC  : Préoccupation mineure
Caecilia subdermalis est une espèce de gymnophiones de la famille des Caeciliidae.

## Répartition
Cette espèce est endémique de Colombie. Elle se rencontre entre 1 290 et 2 320 m d'altitude dans les Cordillères centrale et occidentale.

## Publication originale
- Taylor, 1968 : The Caecilians of the World: A Taxonomic Review. Lawrence, University of Kansas Press.